# Campionats del món de ciclocròs de 1967
Els Campionats del món de ciclocròs de 1967 foren la divuitena edició dels mundials de la modalitat de ciclocròs i es disputaren el 19 de febrer de 1967 a Zúric, Suïssa. Per primera vegada es va disputar la cursa amateur.

## Resultats
| Prova                   | Or                      | Or         | Plata                               | Plata    | Bronze                      | Bronze   |
| Cursa elit masculina    | Renato Longo · Itàlia   | 1h 17' 32" | Rolf Wolfshohl · RFA                | + 3' 49" | Hermann Gretener · Suïssa   | + 9' 14" |
| Cursa amateur masculina | Michel Pelchat · França | 1h 10' 36" | Julien Van Den Haesevelde · Bèlgica | + 2' 20" | Peter Frischknecht · Suïssa | + 2' 24" |

## Classificacions

### Classificació de la prova masculina elit
| Pos. | Ciclista            | País          | Temps      |
| ---- | ------------------- | ------------- | ---------- |
|      | Renato Longo        | Itàlia        | 1h 17' 32" |
|      | Rolf Wolfshohl      | RFA           | + 3' 49"   |
|      | Hermann Gretener    | Suïssa        | + 9' 14"   |
| 4    | Emmanuel Plattner   | Suïssa        | + 9' 14"   |
| 5    | Eric De Vlaeminck   | Bèlgica       | + 11' 48"  |
| 6    | Huub Harings        | Països Baixos | + 1 volta  |
| 7    | Giovanni Bettinelli | Itàlia        | + 1 volta  |
| 8    | Luciano Luciani     | Itàlia        | + 1 volta  |
| 9    | Manuel Nava         | Espanya       | + 1 volta  |
| 10   | André Foucher       | França        | + 1 volta  |

### Classificació de la prova masculina amateur
| Pos. | Ciclista                  | País    | Temps      |
| ---- | ------------------------- | ------- | ---------- |
|      | Michel Pelchat            | França  | 1h 10' 36" |
|      | Julien Van Den Haesevelde | Bèlgica | + 2' 20"   |
|      | Peter Frischknecht        | Suïssa  | + 2' 24"   |
| 4    | Jean Gérardin             | França  | + 2' 52"   |
| 5    | Franco Livian             | Itàlia  | + 2' 57"   |
| 6    | Pierre Bernet             | França  | + 3' 18"   |
| 7    | Enrico Sfolcini           | Itàlia  | + 3' 40"   |
| 8    | Luigi Torresani           | Itàlia  | + 3' 52"   |
| 9    | Karl Stähle               | RFA     | + 4' 41"   |
| 10   | Ernst Boller              | Suïssa  | + 4' 41"   |

## Medaller
| Posició | País    | Or | Plata | Bronze | Total |
| 1       | França  | 1  | 0     | 0      | 1     |
| 1       | Itàlia  | 1  | 0     | 0      | 1     |
| 3       | RFA     | 0  | 1     | 0      | 1     |
| 3       | Bèlgica | 0  | 1     | 0      | 1     |
| 5       | Suïssa  | 0  | 0     | 2      | 2     |